# Шлем из Гьёрмундбю
Шлем из Гьёрмундбю (Gjermundbu) — железный шлем с полумаской эпохи викингов из Норвегии. Является единственным хорошо сохранившимся скандинавским шлемом и уникальным своей формой; датируется концом IX — началом X века.

## Обнаружение
Шлем обнаружен в богатом захоронении воина (обряд кремации) в 1943 году в Гьёрмундбю, возле Хаусбюгда (коммуны Рингерике, провинции Бускеруд) в Норвегии. Шлем найден по частям (17 фрагментов) и позже восстановлен. Специалисты консервации из Университета Осло в ходе исследований датировали шлем эпохой викингов. В погребении Гьёрмундбю (Gjermundbu-funnet) также обнаружены предметы вооружения. Ныне выставлен в Музее истории культуры в Осло.

## Описание
Железный шлем из Гьёрмундбю выкован из 4-х пластин в форме котелка с гребнем в верхней части. «Очки» служили защитой глаз и носа при ударе по лицу. Также на шлеме с затылочной стороны для защиты шеи и надлицевой частью была кольчуга (сохранилась частично). На шлеме присутствуют следы коррозии и повреждений оружием, указывая на вероятность смерти захороненного от сильного удара. Шлем схож с подобными шлемами, найденными в Англии и Скандинавии, и являлся к моменту захоронения устаревшим. Подобные шлемы в позднюю эпоху викингов были широко распространены в Северной и Восточной Европе.
В нынешнее время шлем из Гьёрмундбю широко тиражируется как «типичный шлем викинга», заменив популярные (но не имеющие археологического подтверждения) рогатые шлемы.